# De nærmeste
De nærmeste é um filme de drama norueguês de 2015 dirigido por Anne Sewitsky e estrelado por Ine Marie Wilmann e Simon J. Berger. Teve sua estreia no Festival Sundance de Cinema, e foi um dos três filmes selecionados pela Noruega para concorrer ao Oscar de Melhor Filme Estrangeiro no Oscar 2016, mas perdeu para A Onda.

## Enredo
Charlotte (Ine Marie Wilmann) e Henrik (Simon J. Berger) são meio-irmãos que cresceram separados e acabam se apaixonando após se conhecerem pela primeira vez já adultos. 

## Elenco
- Ine Marie Wilmann como Charlotte
- Simon J. Berger como Henrik
- Anneke von der Lippe como Anna
- Silje Storstein como Marte
- Oddgeir Thune como Dag
- Kari Onstad Winge como Kirsten
- Terje Strømdahl como Bjørn
- Ida Marianne Vassbotn Klasson como Elin
- Oscar Ducasse como Oscar
- Arturo Tovar como Marco
- Anna Dworak como Psykolog
- Hans Rønningen como Erik
- Até Nyhoff como Annas Nye Kjaereste